# Кустов, Игорь Ефремович
Игорь Ефремович Кустов (7 июня 1921 — 22 декабря 1943) — лётчик 728-го истребительного авиационного полка (3-я ударная армия, Калининский фронт), член ВКП(б), старший лейтенант.

## Биография
Родился 7 июня 1921 года в селе Каменное (ныне — город Кувшиново Тверской области). Русский. В 1931 году переехал с семьёй в Брянск, где окончил 9 классов, затем аэроклуб.
В РККА с 1940 года. В 1941 году окончил Чугуевскую военную авиационную школу лётчиков. Член ВКП(б).
На фронтах Великой Отечественной войны с декабря 1941 года. 18 августа 1942 года в составе шестёрки истребителей участвовал в воздушном бою, в ходе которого сбил немецкий бомбардировщик Хе-111. При этом лётчик был тяжело ранен, но не вышел из боя. Истекая кровью, привёл самолёт на свой аэродром и совершил посадку, после чего потерял сознание и был эвакуирован в госпиталь.
Всего к апрелю 1942 года старший лейтенант Кустов произвёл 71 боевой вылет, в воздушных боях сбил лично 7 и в группе 12 самолётов противника.
Указом Президиума Верховного Совета СССР «О присвоении звания Героя Советского Союза начальствующему и рядовому составу Красной Армии» от 30 января 1942 года за «образцовое выполнение боевых заданий командования на фронте борьбы с немецкими захватчиками и проявленными при этом отвагу и геройство» удостоен звания Героя Советского Союза с вручением ордена Ленина и медали «Золотая Звезда» (№ 1039).
В строй вернулся в октябре 1943 года. Принимал активное участие в боях за Киев. К концу ноября 1943 года полк после пяти месяцев боёв был выведен на переформирование. 22 декабря 1943 года командир эскадрильи 728-го истребительного авиационного полка Игорь Кустов погиб в авиационной катастрофе недалеко от Киева. К тому времени лётчик совершил около 200 боевых вылетов, сбил 8 самолётов противника лично и 6 в группе.

## Память
- На здании школы города Кувшинова в память о славном земляке установлена мемориальная доска.
- Памятник Герою в составе скульптурной группы в Фокинском районе г. Брянска (1970).
- Лицей № 27 (бывшая 27-я школа) в Фокинском районе г. Брянска, где он учился, носит имя Игоря Кустова.

## Награды
- Герой Советского Союза (№ 7847, 30 января 1943[3]);
- орден Ленина (1943);
- два ордена Красного Знамени (26.08.1942[4], 30.11.1943[5]).